# 한지성
한지성(1990년 7월 7일 ~ 2019년 5월 6일)은 대한민국의 前 배우이자 가수였다.

## 사망
한지성은 2019년 5월 6일 오전 3시 52분쯤 인천국제공항고속도로 김포공항 IC 인근에서 발생한 교통사고로 세상을 떠났다.
당시 한지성 자신의 차량을 2차로에 비상등을 켜고 정차했고, 조수석에서 한지성의 남편이 먼저 내려 길가 화단으로 이동했다. 이어 약 10초 후 운전석에서 한지성이 내려 차량 트렁크 쪽으로 가서 허리를 두번 숙이고 좌우로 몸을 비틀었다. 그 직후 뒤따라오는 택시와 SUV 차량에 잇따라 치여 숨졌다.
그리고 수사기관의 부검 조사결과가 나왔는데 만취한 상태였다고 한다.

## 드라마
- 2016년 《끝에서 두번째 사랑》
- 2017년 ~ 2018년 《해피시스터즈》

## 영화
- 2015년 《달밤체조2015》 단역 - 조경희 역
- 2016년 《로봇, 소리》 단역 - 갑판커플 여 역
- 2019년 《원펀치》  조연 - 지성 역

## 공연
- 2016년 6월 1일 ~ 2016년 6월 6일, 실수로 죽은 사내, 피카소 소극장
- 2016년 9월 30일 ~ 2016년 10월 23일, 기억전달자올림픽공원, 우리금융아트홀

## 학력
- 서경대학교 연극영화학과 (졸업)